# Дом генерала Аничхина
Дом генерала Аничхина в Уральске — памятник архитектуры и истории Казахстана, ныне — здание кинотеатра имени Гагарина. Построено по заказу генерала Лонгина Лукьяновича Аничхина. Квартира генерала располагалась на втором этаже здания, первый этаж сдавался под коммерческие магазины. В пристроенном к дому каретном сарае в 1904 году открылся один из первых в Уральске и в Казахстане кинотеатров — синематограф «Современный». В советское время кинотеатр получил имя «Кзыл-Тан», во дворе дома Аничхина работал также летний кинотеатр и танцевальная площадка. В 1961 году кинотеатр получил имя первого космонавта Юрия Гагарина.